# Lista de episódios de Alex & Co.
Esta é lista de episódios de Alex & Co. Sua estreia ocorreu na Itália em 21 de maio de 2015. No Brasil e na América Latina estreou em 25 de setembro de 2017. Em Portugal estreou no 28 de setembro de 2020.

## Resumo
| Temporada | Temporada | Episódios             | Exibição original       | Exibição original      | Exibição Brasil             | Exibição Brasil         | Exibição Portugal      | Exibição Portugal      |
| Temporada | Temporada | Episódios             | Estreia                 | Final                  | Estreia                     | Final                   | Estreia                | Final                  |
| --------- | --------- | --------------------- | ----------------------- | ---------------------- | --------------------------- | ----------------------- | ---------------------- | ---------------------- |
|           | 1         | 13                    | 21 de maio de 2015      | 27 de maio de 2015     | 25 de setembro de 2017      | 12 de outubro de 2017   | 28 de setembro de 2020 | 14 de outubro de 2020  |
|           | 2         | 18                    | 27 de setembro de 2015  | 29 de novembro de 2015 | 16 de outubro de 2017       | 14 de novembro de 2017  | 15 de outubro de 2020  | 11 de novembro de 2020 |
|           | 3         | 10                    | 24 de setembro de 2016  | 22 de outubro de 2016  | rowspan="2" colspan="2" ASA | 12 de novembro de 2020  | 18 de dezembro de 2020 |                        |
| 10        | 3         | 21 de janeiro de 2017 | 22 de fevereiro de 2017 |                        |                             | 12 de novembro de 2020  | 18 de dezembro de 2020 |                        |
|           | Filme     | Filme                 | 24 de novembro de 2016  | 24 de novembro de 2016 | 10 de fevereiro de 2018     | 10 de fevereiro de 2018 | colspan="2" ASA        |                        |
|           | Especiais | 4                     | 26 de junho de 2017     | 29 de junho de 2017    | colspan="2" ASA             | colspan="2" ASA         |                        |                        |

## Temporadas
No Brasil, os episódios têm título. Em Portugal, como na versão original, o título do episódio é o seu número.

### 1ª Temporada (2015)
| Série # | Temp. # | Título              | Estreia Itália     | Estreia Brasil         | Estreia Portugal       |
| ------- | ------- | ------------------- | ------------------ | ---------------------- | ---------------------- |
| 1       | 1       | "Um Novo Começo"    | 11 de maio de 2015 | 25 de setembro de 2017 | 28 de setembro de 2020 |
| 2       | 2       | "Um Refúgio"        | 12 de maio de 2015 | 26 de setembro de 2017 | 29 de setembro de 2020 |
| 3       | 3       | "Uma Banda"         | 13 de maio de 2015 | 27 de setembro de 2017 | 30 de setembro de 2020 |
| 4       | 4       | "Um Segredo"        | 14 de maio de 2015 | 28 de setembro de 2017 | 1 de outubro de 2020   |
| 5       | 5       | "Uma Reconciliação" | 15 de maio de 2015 | 2 de outubro de 2017   | 2 de outubro de 2020   |
| 6       | 6       | "Um Vídeoclipe"     | 18 de maio de 2015 | 3 de outubro de 2017   | 5 de outubro de 2020   |
| 7       | 7       | "Uma Competição"    | 19 de maio de 2015 | 4 de outubro de 2017   | 6 de outubro de 2020   |
| 8       | 8       | "Um Contrato"       | 20 de maio de 2015 | 5 de outubro de 2017   | 7 de outubro de 2020   |
| 9       | 9       | "Uma Dúvida"        | 21 de maio de 2015 | 9 de outubro de 2017   | 8 de outubro de 2020   |
| 10      | 10      | "Uma Descoberta"    | 22 de maio de 2015 | 10 de outubro de 2017  | 9 de outubro de 2020   |
| 11      | 11      | "Um Festival"       | 25 de maio de 2015 | 11 de outubro de 2017  | 12 de outubro de 2020  |
| 12      | 12      | "Uma Alternativa"   | 26 de maio de 2015 | 12 de outubro de 2017  | 13 de outubro de 2020  |
| 13      | 13      | "Um Show"           | 26 de maio de 2015 | 12 de outubro de 2017  | 14 de outubro de 2020  |

### 2ª Temporada (2015)
| Série # | Temp. # | Título                      | Estreia Itália         | Estreia Brasil         | Estreia Portugal       |
| ------- | ------- | --------------------------- | ---------------------- | ---------------------- | ---------------------- |
| 14      | 1       | "Uma Notícia Devastadora"   | 27 de setembro de 2015 | 16 de outubro de 2017  | 15 de outubro de 2020  |
| 15      | 2       | "Um Plano"                  | 4 de outubro de 2015   | 17 de outubro de 2017  | 16 de outubro de 2020  |
| 16      | 3       | "Uma Escolha"               | 4 de outubro de 2015   | 18 de outubro de 2017  | 19 de outubro de 2020  |
| 17      | 4       | "Um Novo Nome"              | 11 de outubro de 2015  | 19 de outubro de 2017  | 20 de outubro de 2020  |
| 18      | 5       | "Um Ciúme"                  | 11 de outubro de 2015  | 23 de outubro de 2017  | 21 de outubro de 2020  |
| 19      | 6       | "Uma Apresentação"          | 18 de outubro de 2015  | 24 de outubro de 2017  | 22 de outubro de 2020  |
| 20      | 7       | "Uma Cópia"                 | 18 de outubro de 2015  | 25 de outubro de 2017  | 23 de outubro de 2020  |
| 21      | 8       | "Um Quase-Beijo Inesperado" | 25 de outubro de 2015  | 26 de outubro de 2017  | 26 de outubro de 2020  |
| 22      | 9       | "Um Meio-Aniversário"       | 25 de outubro de 2015  | 30 de outubro de 2017  | 27 de outubro de 2020  |
| 23      | 10      | "Uma Proposta"              | 1 de novembro de 2015  | 31 de outubro de 2017  | 28 de outubro de 2020  |
| 24      | 11      | "Um Rival"                  | 1 de novembro de 2015  | 1 de novembro de 2017  | 29 de outubro de 2020  |
| 25      | 12      | "Uma Foto Comprometedora"   | 8 de novembro de 2015  | 2 de novembro de 2017  | 30 de outubro de 2020  |
| 26      | 13      | "Uma Revolução Amorosa"     | 8 de novembro de 2015  | 6 de novembro de 2017  | 3 de novembro de 2020  |
| 27      | 14      | "Uma Desconexão Grupal"     | 15 de novembro de 2015 | 7 de novembro de 2017  | 4 de novembro de 2020  |
| 28      | 15      | "Uma Discussão Arriscada"   | 15 de novembro de 2015 | 8 de novembro de 2017  | 5 de novembro de 2020  |
| 29      | 16      | "Um Término"                | 22 de novembro de 2015 | 9 de novembro de 2017  | 6 de novembro de 2020  |
| 30      | 17      | "Um Perdão"                 | 22 de novembro de 2015 | 13 de novembro de 2017 | 10 de novembro de 2020 |
| 31      | 18      | "Uma Decisão"               | 29 de novembro de 2015 | 14 de novembro de 2017 | 11 de novembro de 2020 |

### 3ª Temporada (2016-2017)
| Série #  | Temp. #  | Título        | Estreia Itália          | Estreia Brasil | Estreia Portugal       |
| 1ª Parte | 1ª Parte | 1ª Parte      | 1ª Parte                | 1ª Parte       | 1ª Parte               |
| -------- | -------- | ------------- | ----------------------- | -------------- | ---------------------- |
| 32       | 1        | "Episódio 1"  | 24 de setembro de 2016  | ASA            | 12 de novembro de 2020 |
| 33       | 2        | "Episódio 2"  | 24 de setembro de 2016  | ASA            | 17 de novembro de 2020 |
| 34       | 3        | "Episódio 3"  | 1 de outubro de 2016    | ASA            | 18 de novembro de 2020 |
| 35       | 4        | "Episódio 4"  | 1 de outubro de 2016    | ASA            | 19 de novembro de 2020 |
| 36       | 5        | "Episódio 5"  | 8 de outubro de 2016    | ASA            | 20 de novembro de 2020 |
| 37       | 6        | "Episódio 6"  | 8 de outubro de 2016    | ASA            | 24 de novembro de 2020 |
| 38       | 7        | "Episódio 7"  | 15 de outubro de 2016   | ASA            | 25 de novembro de 2020 |
| 39       | 8        | "Episódio 8"  | 15 de outubro de 2016   | ASA            | 26 de novembro de 2020 |
| 40       | 9        | "Episódio 9"  | 22 de outubro de 2016   | ASA            | 27 de novembro de 2020 |
| 41       | 10       | "Episódio 10" | 22 de outubro de 2016   | ASA            | 2 de dezembro de 2020  |
| 2ª Parte |          |               |                         |                |                        |
| 42       | 11       | "Episódio 11" | 21 de janeiro de 2017   | ASA            | 3 de dezembro de 2020  |
| 43       | 12       | "Episódio 12" | 21 de janeiro de 2017   | ASA            | 4 de dezembro de 2020  |
| 44       | 13       | "Episódio 13" | 28 de janeiro de 2017   | ASA            | 9 de dezembro de 2020  |
| 45       | 14       | "Episódio 14" | 28 de janeiro de 2017   | ASA            | 10 de dezembro de 2020 |
| 46       | 15       | "Episódio 15" | 4 de fevereiro de 2017  | ASA            | 11 de dezembro de 2020 |
| 47       | 16       | "Episódio 16" | 4 de fevereiro de 2017  | ASA            | 14 de dezembro de 2020 |
| 48       | 17       | "Episódio 17" | 11 de fevereiro de 2017 | ASA            | 15 de dezembro de 2020 |
| 49       | 18       | "Episódio 18" | 11 de fevereiro de 2017 | ASA            | 16 de dezembro de 2020 |
| 50       | 19       | "Episódio 19" | 18 de fevereiro de 2017 | ASA            | 17 de dezembro de 2020 |
| 51       | 20       | "Episódio 20" | 18 de fevereiro de 2017 | ASA            | 18 de dezembro de 2020 |

### Episódios Especiais (2017)
| Série # | Temp. # | Título                | Estreia Itália      |
| ------- | ------- | --------------------- | ------------------- |
| 52      | 1       | "Episódio Especial 1" | 26 de junho de 2017 |
| 53      | 2       | "Episódio Especial 2" | 27 de junho de 2017 |
| 54      | 3       | "Episódio Especial 3" | 28 de junho de 2017 |
| 55      | 4       | "Episódio Especial 4" | 29 de junho de 2017 |